# Allemans-du-Dropt
Allemans-du-Dropt é uma comuna francesa na região administrativa da Nova Aquitânia, no departamento Lot-et-Garonne. Estende-se por uma área de 6,41 km². Em 2010 a comuna tinha 495 habitantes (densidade: 77,2 hab./km²).